# Setti Fatma
Sti Fadma o Setti Fatma (en àrab ستي فاطمة, Sittī Fāṭma; en amazic ⵙⵜⵉ ⴼⴰⴹⵎⴰ) és una comuna rural de la província d'Al Haouz, la regió de Marràqueix-Safi, al Marroc. Segons el cens de 2014 tenia una població total de 24.129 persones.

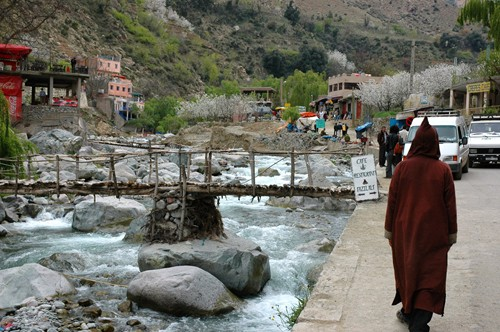
Setti Fatma travessat per riu Urika

Es troba al final de la carretera que creua la vall de l'Urika. És a 1.500 m d'altitud en un paratge pintoresc amb abundants noguers centenaris, castanyers, cirerers i desmais, al peu d'una muntanya amb parets vertiginoses. Settti Fatma és un punt de partida per diferents excursions entre les quals destaca la pujada a set cascades successives. Els locals han començat a explotar el potencial turístic, però encara hi ha una sensació d'autenticitat. Setti Fatma és dividit per l'enèrgic riu en dues parts. Pujant pel camí principal, a la dreta del riu, hi ha un poble de maons de fang. Travessant del riu per petits ponts de troncs s'accedeix a un cert nombre de cafès, i camins que condueixen a les muntanyes.

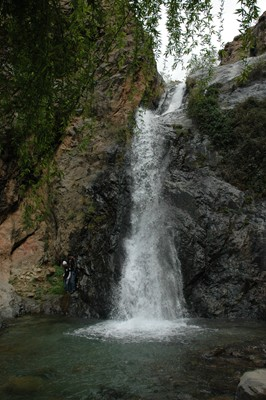
Una de les cascades